# Le canzoni di Dario Fo, volume 1
Le canzoni di Dario Fo, volume 1 è una raccolta di canzoni del drammaturgo Dario Fo, pubblicato nel 1977 dalla Edizioni F.R. La Comune.

## Il disco
L'album raccoglie varie canzoni tratte da tre spettacoli teatrali di Fo: sul lato A, le canzoni provengono da Settimo: ruba un po' meno (1964) e Gli arcangeli non giocano a flipper (1959); sul lato B, le canzoni provengono da La signora è da buttare (1967).
Il disco fu registrato negli studi Emmequattro delle Edizioni Musicali Edi-Pan di Roma. I testi sono tutti di Dario Fo e le musiche di Fiorenzo Carpi, che per l'incisione ha diretto anche orchestra e coro. La voce è sempre di Dario Fo, tranne in Stai attento uomo bianco e Le madri alla Guerra, in cui canta anche Oscar Prudente.

## Tracce
Lato A
Da Settimo: ruba un po' meno
Testi di Dario Fo, musiche di Fiorenzo Carpi.
1. Canto delle svergognate – 2:48
2. Perché siam psicopatici – 2:03
3. Tutta brava gente – 2:09
4. Canto degli italioti – 2:04

Da Gli arcangeli non giocano a flipper
Testi di Dario Fo, musiche di Fiorenzo Carpi.
1. Non fare tilt – 2:32
2. Marcetta della fine del primo tempo – 3:16
3. Fratelli d'ufficio – 2:34
4. Stringimi forte i polsi – 2:11

Lato B
Da La signora è da buttare
Testi di Dario Fo, musiche di Fiorenzo Carpi.
1. Stai attento uomo bianco (feat. Oscar Prudente) – 2:32
2. Colonnello Beneamato – 3:16
3. Come sul pendolo dell'orologio – 2:34
4. Le madri alla Guerra (feat. Oscar Prudente) – 2:11
5. Marcetta scala – 2:11
6. E chi ce lo fa fare – 2:11